# Loi Pons
La loi Pons désigne la première loi de défiscalisation prise en France spécifiquement à l'Outre-Mer.
Il s'agit plus spécifiquement des dispositions prises à l'article 22 de la loi no 86-824 du 11 juillet 1986 de finances rectificative pour 1986.
Abrogée en 2000, cette première aide fiscale du genre, pour l'investissement outre-mer, est célèbre pour les détournements qui en ont été faits.

## Mise en place et mécanisme
La loi no 86-824 du 11 juillet 1986 de finances rectificative pour 1986 est votée sous le gouvernement Chirac II.
L'article 22 de cette loi est destiné à l'investissement outre-mer. Elle est l’œuvre du Ministre des Départements et Territoires d'outre-mer d'alors, Bernard Pons.
Ces aménagements permettent à un investisseur de bénéficier de compensations fiscales ; il n'est prévu de contrôle qu'à compter de 4,6 millions d'euros. D'abord fort peu encadré, le dispositif voit apparaître au fil des années la mise en place de secteurs « sensibles » et de secteurs « non sensibles », distinction qui persistera au-delà de la loi Pons.

## Dérives
Cette première loi de défiscalisation spécifique à l'outre-mer français a été décriée, car elle a été à l'origine d'investissements certes importants, mais ayant surtout profité aux grandes fortunes. « Grâce à la loi Pons, les achats de bateaux outre-mer par des métropolitains fortunés avaient connu un boom sans pour autant profiter à l'emploi local », synthétise un article de Libération en 2000. Ces détournements ont fait l'objet d'un rapport du député Didier Migaud en 1998 ; elles ont notamment porté sur de nombreux achats de bateaux de plaisance.
Les dispositifs ultérieurs ont eu pour cible de permettre de meilleures retombées pour les PME et les investisseurs locaux, là où la loi Pons avait finalement surtout avantagé les métropolitains. Il s'agit de la loi Paul de 2001, puis de la 
loi Girardin en 2003.